# Maldad bajo el sol
Maldad bajo el sol (Evil Under The Sun en la versión original en inglés) es una novela de la escritora británica Agatha Christie de la serie del detective ficticio Hércules Poirot. La novela fue publicada en el Reino Unido por Collins Crime Club en junio de 1941. Existen dos adaptaciones cinematográficas: Muerte bajo el sol de 1982, con Peter Ustinov como Hércules Poirot y la televisiva de 2001, con David Suchet como el famoso detective.

## Argumento
Hércules Poirot pasa sus vacaciones en una pequeña isla, estación balnearia del sur de Inglaterra, donde comparte un tranquilo hotel con otros turistas. Uno de ellos, la actriz Arlena Marshall, bella y rica, es odiada o envidiada por los demás huéspedes, salvo por el atractivo Patrick Redfern, que es abiertamente su amante, lo que lleva con dolor la esposa de este y aparente indiferencia el marido de aquella. Cuando Arlena aparece asesinada en una cala aislada, todos parecen tener una buena coartada. La policía local pide ayuda al detective belga, quien dará finalmente con el culpable del crimen.